# Passo do Sabão

Passo do Sabão tillhör kommunen Viamão, vars läge är markerat på denna karta.

Passo do Sabão är en ort och ett distrikt i Brasilien och ligger i delstaten Rio Grande do Sul. Den ligger i kommunen Viamão och ingår i Porto Alegres storstadsområde. Folkmängden uppgick till 97 000 invånare vid folkräkningen 2010.